# Anja Franke

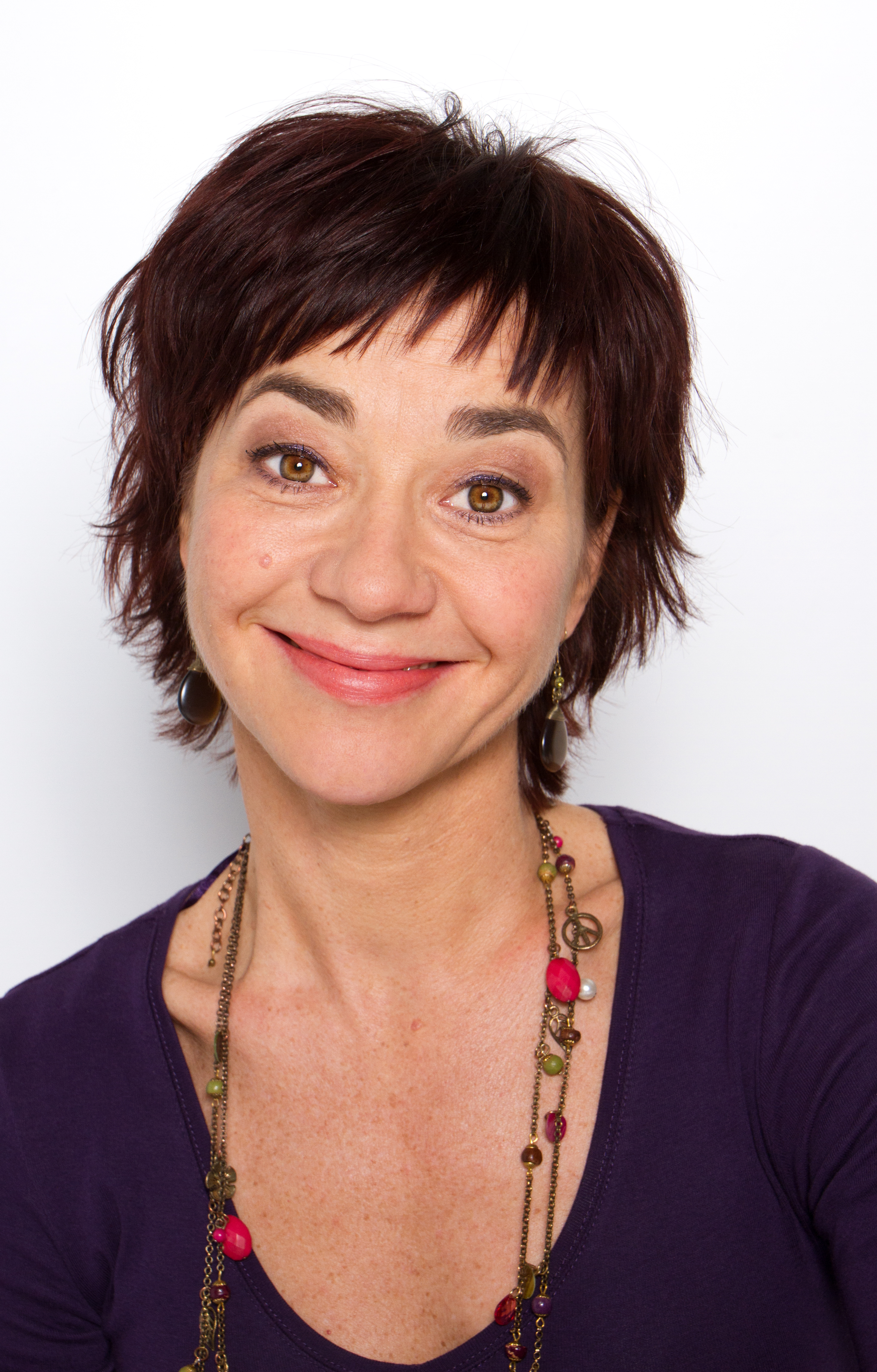
Anja Franke (2011)

Anja Franke (* 17. September 1964 in West-Berlin) ist eine deutsche Drehbuchautorin, Regisseurin und Schauspielerin.

## Leben
Anja Franke ist die Tochter von Holger Franke, der 1973 das Berliner Kinder- und Jugendtheater „Rote Grütze“ mitbegründete, in dem Anja Franke später auch mitspielte. Sie wuchs in einer 13-köpfigen Wohngemeinschaft auf, in der sich Schauspieler und Regisseure trafen.
Schon als Kind hatte Anja Franke erste Fernsehauftritte in der Sesamstraße und im Feuerroten Spielmobil. Mit 15 Jahren verließ sie die Schule, um Schauspielerin zu werden. Sie studierte von 1985 bis 1987 zwei Jahre an der Hochschule der Künste Berlin im Fachbereich Musical.
Gemeinsam mit ihrem langjährigen Freund und ehemaligen Lebensgefährten Dani Levy entwickelte sie die Drehbücher für zwei Kinofilme, übernahm mit die Regie und spielte jeweils eine Hauptrolle in Du mich auch und in RobbyKallePaul.
Einem größeren Fernsehpublikum in Deutschland wurde sie durch die Rolle der Senta Kurzweg in der Fernsehserie Liebling Kreuzberg an der Seite von Manfred Krug bekannt. Neben einigen Kinofilmen Ende der 1980er Jahre war Anja Franke in der Folge überwiegend für das Fernsehen tätig. So war sie u. a. in den Serien Polizeiruf 110 und Bis in die Spitzen zu sehen.
2004 spielte sie die Jana in dem Film Alles auf Zucker! von Dani Levy und ihrem Vater.
Von September 2011 (Folge 1106) bis Oktober 2024 (Folge 4050) spielte sie in der ARD−Telenovela Rote Rosen die deutsch-niederländische Blumenhändlerin, Geschäftsfrau und Hobbypilotin Merle Vanlohen.
Sie ist Mutter einer Tochter (* 2001).

## Preise und Auszeichnungen
- 1987: Max-Ophüls-Publikumspreis
- 1990: Deutscher Darstellerpreis Chaplin-Schuh des Bundesverbandes deutscher Film- und Fernsehregisseure e. V. als beste Nachwuchsschauspielerin
- 1992: Deutscher Nachwuchspreis
- 1997: Goldener Spatz beim Kinderfilmfest Gera

## Filmografie
als Drehbuchautorin:
- 1986: Du mich auch (mit Dani Levy)
- 1989: RobbyKallePaul (mit Dani Levy)

als Regisseurin:
- 1986: Du mich auch (mit Dani Levy)

als Schauspielerin:
- 1978: Die kleine Heimat
- 1980: Ich bin seine Schwester
- 1982: Haste mal ’ne Mark (Kino)
- 1985: Du mich auch (Kino)
- 1985: Eine gebrochene Frau
- 1986: Stahlkammer Zürich
- 1986–1998: Liebling Kreuzberg
- 1987: RobbyKallePaul (Kino)
- 1988: Hals über Kopf
- 1991: Ein Fall für zwei – Schneewalzer
- 1993: Cornelius hilft
- 1995–1997: Für alle Fälle Stefanie
- 1995–2001: Wolffs Revier
- 1996/1997: mittendrin
- 1996: Frauenarzt Dr. Markus Merthin
- 1998: Die Straßen von Berlin
- 1998: Drei Gauner, ein Baby und die Liebe
- 1998: Schrott- und Atzenposse
- 1999: Natascha
- 1999: Sex und andere Kleinigkeiten
- 2000, 2005: In aller Freundschaft
- 2000: Unser Charly
- 2000: Gaukler der Liebe
- 2001: Praxis Bülowbogen
- 2001: Das Babykomplott
- 2001: Sommer und Bolten
- 2002: Unser Papa, das Genie (Nur beamen ist schöner)
- 2002: Bloch – Schwarzer Staub
- 2003: Nur Anfänger heiraten
- 2003: SOKO Wismar
- 2003: 100 Hochzeiten
- 2003: Alphateam – Die Lebensretter im OP (Staffel 8, Folge 13)
- 2004: Alles auf Zucker (Kino)
- 2005: Bis in die Spitzen
- 2005: Die Schokoladenkönigin
- 2007: Deadline – Jede Sekunde zählt (Krimiserie, Folge Mutprobe)
- 2007: Kein Geld der Welt
- 2007: Zu schön für mich
- 2007: Die Masche mit der Liebe
- 2008: Zwei Weihnachtsmänner
- 2004–2010: Polizeiruf 110:
  - 2004: Das Zeichen
  - 2005: Dettmanns weite Welt
  - 2005: Vergewaltigt
  - 2006: Kleine Frau
  - 2007: Gefährliches Vertrauen
  - 2008: Geliebter Mörder
  - 2008: Verdammte Sehnsucht
  - 2009: Alles Lüge
  - 2009: Falscher Vater
  - 2010: Fremde im Spiegel
- 2010: Wie erziehe ich meine Eltern?
- 2010–2011: Schloss Einstein
- 2011–2024: Rote Rosen
- 2024: Bettys Diagnose – Qualitäten
- 2024: Kanzlei Liebling Kreuzberg

## Auftritte in Unterhaltungsshows
- 2016: Verstehen Sie Spaß? (Auftritt mit Cheryl Shepard)

## Theater
1981/1982 am Logo-Theater Berlin:
- Was heißt hier Liebe

1987–1993 am Theaterhaus Stuttgart:
- Leuchte, mein Stern, leuchte
- Mensch, ich lieb Dich doch
- Darüber spricht man nicht
- Was heißt hier Liebe
- Dreigroschenoper
- Fremde Gäste
- Marathon

## Hörspiele
- 1986: Cindy Haug: Ein Monolog-Dialog mit Patti Smith für Minken Fosheim: Gry's Graffiti (Gry) – Regie: Richard Hey (Kurzhörspiel, Monolog – SR)
- 1993: Horst Bosetzky: Wirklich bestialisch – Regie: Holger Rink (Kriminalhörspiel – WDR)
- 1994: Horst Bosetzky: Volles Risiko (Jeiser Tietzmann) – Regie: Albrecht Surkau (Kriminalhörspiel – DLR)
- 2000: Gordian Beck: Lauter nette Menschen – Regie: Christoph Dietrich (Kriminalhörspiel – BR)